# Rail4captrain
Rail4Captrain GmbH (R4C; vormals Rail4chem Eisenbahnverkehrsgesellschaft mbH) ist ein privates deutsches Eisenbahnverkehrsunternehmen, das sich mit dem Transport von Gütern auf der Schiene befasst. Diese Firma hat sich zu einer kleinen Unternehmensgruppe unter der Führung der deutschen Rail4chem GmbH mit Sitz in Essen entwickelt. Durch den Übergang von R4C an Captrain Deutschland wurde der Firmensitz zunächst nach Dortmund und im Jahr 2017 nach Berlin verlegt.

## Geschichte

Ehemaliges Logo von RAIL4CHEM

Im Jahr 2000 wurde die Rail4chem Eisenbahnverkehrsgesellschaft mbH als Joint-Venture der Unternehmen BASF, Bertschi mit Sitz in Dürrenäsch (Schweiz), Hoyer und VTG AG (beide in Hamburg ansässig) gegründet.
Nach siebenmonatiger Gründungsphase nahm das Unternehmen am 9. März 2001 offiziell in Ludwigshafen den Betrieb auf. Seither führt das Eisenbahnverkehrsunternehmen Güterverkehrsleistungen auf nationalen und internationalen Strecken aus. Begonnen hat das EVU als Branchenbahn für die Chemie. Zu den ersten Aufgaben gehörten beispielsweise der Chemieverkehr von Ruhland nach Ludwigshafen sowie von und nach Aachen mit Übergabe an die belgische Staatsbahn SNCB/NMBS.
Anfang 2003 gab das Unternehmen eine Kooperation mit TX Logistik und der Duisburger Hafen AG bekannt. Zusammen mit anderen Eisenbahnverkehrsunternehmen sollte in Duisburg eine neue Drehscheibe entstehen und von dort neue Relationen für den grenzüberschreitenden Verkehr erschlossen werden. Am 12. Februar 2003 wurde der Betrieb auf einer neuen Ganzzugverbindung nach Polen aufgenommen.
Mittlerweile hat sich R4C zum branchenübergreifenden Anbieter von komplexen Eisenbahndienstleistungen entwickelt. Im Februar 2008 wurde bekannt gegeben, dass das Unternehmen an den französischen Veolia-Konzern verkauft worden ist. Über den Kaufpreis wurde Stillschweigen vereinbart; nach Informationen der Financial Times Deutschland soll er zwischen 30 und 40 Millionen Euro liegen. Seitdem ist jedoch der Verkauf der Logistikaktivitäten der Veolia Gruppe (unter dem Namen von Veolia Cargo) an die französische Staatsbahn SNCF erfolgt, die somit über Captrain Deutschland letztlicher Eigentümer der R4C Gruppe ist. Im März 2012 wurde der Namen auf Rail4Captrain geändert.
Das Kerngeschäft von R4C war die Traktion von Güterzügen in Europa. So hatte das Unternehmen die inzwischen aufgelösten Tochterunternehmen Rail4chem transalpin (zuletzt: Transalpin Eisenbahn) in Basel (Schweiz), Rail4chem Benelux (zuletzt: Captrain Benelux) in Rotterdam (Niederlande) sowie die Beteiligung Fer Polska in Warschau (Polen).

## Traktion

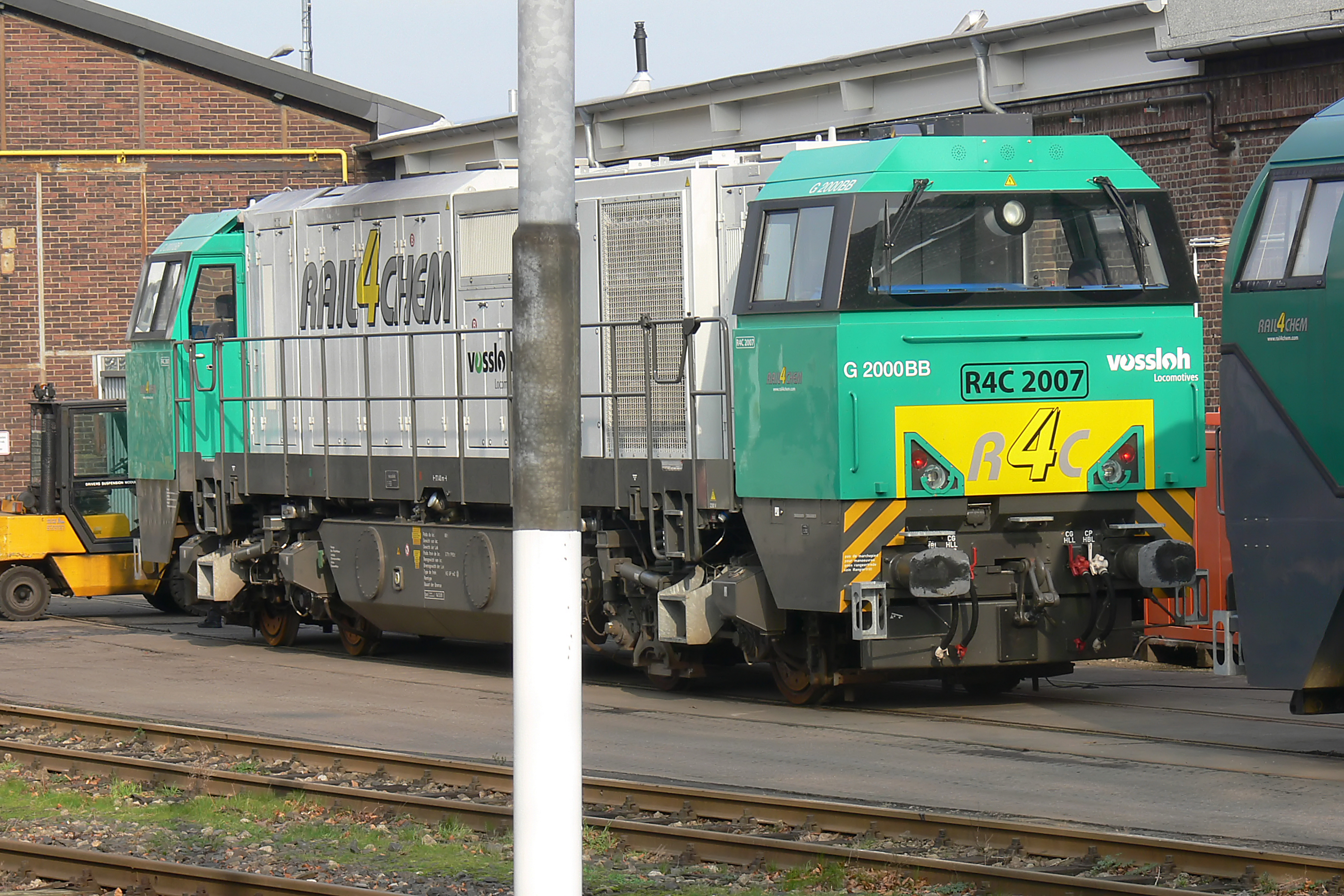
Vossloh G 2000 BB

Die Fahrzeugflotte von R4C besteht vor allem aus 14 Elektrolokomotiven vom Typ Bombardier TRAXX F140 AC, baugleich der DB-Baureihe 185.0. Dazu kommen drei der neueren Traxx F140 AC2 und drei ältere Lokomotiven, baugleich der DB-Baureihe 145. Ergänzt wird die Ellok-Flotte durch je zwei Siemens ES64U2, ehemalige SBB Re 4/4 I und SBB Ae 4/7. Letztere sind über 75 Jahre alte Schweizer Lokomotiven. Auch eine DR-Baureihe E 94 wurde zeitweise eingesetzt.
Für nicht elektrifizierte Strecken vor allem in den Niederlanden stehen einige Dieselloks zur Verfügung, die teilweise noch von dem übernommenen niederländischen Anbieter Short Lines stammen. Dies sind insgesamt acht EMD JT42CWR (Class 66), davon drei in der aktuellen, fünftürigen Ausführung und zehn Vossloh G 2000 BB (zwei Typ 1, acht Typ 3). Des Weiteren stehen vier MaK G 1206 zur Verfügung.